# Liolaemus grosseorum
Liolaemus grosseorum är en ödleart som beskrevs av  Richard Etheridge 200. Liolaemus grosseorum ingår i släktet Liolaemus och familjen Tropiduridae. Inga underarter finns listade i Catalogue of Life.